# Falk (Fernsehserie)
Falk ist eine Anwaltserie mit Fritz Karl in der Hauptrolle, deren erste Staffel von Mai bis Juni 2018 im deutschen TV-Sender Das Erste ausgestrahlt wurde.

## Inhalt
Falk wird von seinem ehemaligen Chef als „John McEnroe der Anwaltswelt“ vorgestellt. Mit seinem exzentrischen Auftreten und seiner ungewöhnlichen Art passt er eigentlich nicht in die gediegenen Räume der renommierten Düsseldorfer Kanzlei „Offergeld & Partner“. Doch genau da landet er nach seiner Auszeit als Gastronom – zum Entsetzen seiner korrekten Chefin Sophie – als Spezialist für abstruse und abwegige Fälle.

## Episodenliste

### Staffel 1
| Nr. (ges.) | Nr. (St.) | Originaltitel           | Erstausstrahlung D | Regie          | Drehbuch   | Zuschauer |
| --- | --------- | ----------------------- | ------------------ | -------------- | ---------- | --------- |
| 1 | 1         | Saubere Wäsche          | 15. Mai 2018       | Pia Strietmann | Peter Güde | 4,38 Mio. |
| Ministerpräsident Stein trägt gerne Dessous unter seinen Anzügen. Als er mit Fotos davon anonym erpresst wird, wendet er sich an die renommierte Düsseldorfer Anwalts-Kanzlei „Offergeld & Partner“. Seniorchef Richard Offergeld holt für den heiklen Fall seinen exzentrischen Ex-Mitarbeiter Falk aus dem Ruhestand zurück. Der hat seine Arbeit als Anwalt aufgegeben, um ein kleines Gourmet-Restaurant aufzumachen, das inzwischen jedoch pleitegegangen ist. Offergeld bietet ihm einen Deal an: Wenn Falk eine Zeitlang für seine Kanzlei arbeitet, hilft Offergeld ihm, das Restaurant zurückzubekommen. Notgedrungen lässt sich Falk darauf ein. Gleich am ersten Arbeitstag legt er sich mit Offergelds Tochter Sophie, die inzwischen die Kanzlei leitet, an. Er beschuldigt scheinbar grundlos Steins Parteifreund Weigand, hinter den Erpresser-Fotos zu stecken.                 |           |                         |                    |                |            |           |
| 2 | 2         | Nesthocker              | 22. Mai 2018       | Pia Strietmann | Peter Güde | 3,95 Mio. |
| Falk sorgt für einen Eklat vor Gericht: Genervt von seinem Mandanten steht Falk mitten in einem Prozess einfach auf und geht. Kanzleichefin Sophie Offergeld übernimmt den Fall. Der Unternehmer Braunroth, der vor Gericht dafür kämpft, dass sein 42-jähriger Sohn endlich auszieht, ist einer ihrer wichtigsten Mandanten. Falk soll sich dafür um ein privates Problem von Sophie kümmern. Ihre 18-jährige Tochter Marie steht offenbar kurz davor, ihrem 40-jährigen Freund Mischa ihr gesamtes Erbe zu geben. Falk soll herausfinden, was es mit dem Geld auf sich hat. Mit Hilfe seiner langjährigen Assistentin und besten Freundin Trulla kann er Mischas Geheimnis lüften. Schlussendlich kann er auch Braunroth Junior zum Auszug bei Braunroth Senior bewegen. |           |                         |                    |                |            |           |
| 3 | 3         | Nackte Tatsachen        | 29. Mai 2018       | Peter Stauch   | Peter Güde | 3,82 Mio. |
| Sabine Schmidt möchte, dass Falk ihren Freunden Tina und Hanno bei der Scheidung hilft. Doch Falk ist nicht so sicher, ob Scheidung die beste Lösung für die beiden Streithähne ist. Sabine flirtet mit Falk, doch der reagiert distanziert, weil er Schwierigkeiten mit menschlicher Nähe hat. Erst auf Drängen seiner Assistentin Trulla bricht Falk abends in sein ehemaliges Restaurant ein, um Sabine mit einem romantischen Essen zu überraschen. Die beiden kommen sich tatsächlich näher, werden aber von der Polizei gestört. Sophie kümmert sich um einen lästigen Nachbarschaftsstreit. Ein wichtiger Mandant, Metzgermeister und Selfmade-Millionär Kaletsch, genießt das Nacktsein in seinem uneinsehbaren Garten. Doch nun will Kaletschs Nachbar Rüther ein Fenster einbauen lassen, von dem er Kaletsch bei seinem Treiben sehen könnte. Sophie soll den Fensterbau verhindern. |           |                         |                    |                |            |           |
| 4 | 4         | Der Fall Roberto Blanco | 5. Juni 2018       | Peter Stauch   | Peter Güde | 3,08 Mio. |
| Roberto Blanco verklagt den unbekannten DJ Volbeck, der eine Version mit pornografischem Text seines Klassikers Ein bißchen Spaß muss sein eingespielt hat. Offergelds Kanzlei soll verhindern, dass der DJ weiterhin mit dieser Version auftritt. Sophie übernimmt den Fall gegen den Willen ihres Vaters selbst. Falk glaubt, dass Konfrontation die falsche Strategie ist. Denn DJ Volbeck alias Volker Becker ist ein Bankangestellter, der aus seinem tristen Alltag ausbrechen will. Er versucht, Blanco und Becker zu versöhnen. Falk hat herausgefunden, dass Sabine verheiratet ist. Zu ihrer Überraschung hat er kein Problem damit. Als Sophie jedoch mitbekommt, dass Falk eine Affäre mit einer Mandantin hat und dass er sich auch noch mit Blanco hinter Sophies Rücken trifft, reicht es ihr. Es kommt zum heftigen Streit zwischen ihnen, der sich in einem Kuss entlädt.      |           |                         |                    |                |            |           |
| 5 | 5         | Stalking oder Liebe     | 12. Juni 2018      | Peter Stauch   | Peter Güde | 3,53 Mio. |
| Sophie ist der Kuss peinlich, während Falk befürchtet, dass Sophie sich in ihn verliebt haben könnte. Sie versuchen sich aus dem Weg zu gehen, obwohl sie beide am selben Fall arbeiten, wenn auch auf unterschiedlichen Seiten. Raimund, der Koch aus Falks ehemaligem Restaurant, hat seine alte Schulfreundin Katrin angezeigt, weil sie ihn angeblich stalkt. Katrin wiederum wendet sich auf der Suche nach rechtlichem Beistand an Sophie. Für die ist schnell klar, dass Raimund das Stalking nur erfunden hat, um seine Affäre mit Katrin vor seiner Frau zu vertuschen. Als Sophie die Vorwürfe gegen Katrin entkräften kann, verschwindet Raimund einfach – und Falk muss im Restaurant einspringen, um eine geschlossene Gesellschaft von Offergeld zu retten. |           |                         |                    |                |            |           |
| 6 | 6         | Die Qual der Wahl       | 19. Juni 2018      | Peter Stauch   | Peter Güde | 3,31 Mio. |
| Offergeld bietet Falk an, das Restaurant zurückzubekommen. Doch Falk ist sich nicht mehr sicher, ob er seine Arbeit als Anwalt wirklich ruhen lassen will. Auch Sophie weiß nicht, wie sie auf Falks drohenden Abschied reagieren soll. Falk übernimmt einen letzten Fall: Nina Heinlein, Vorstandsvorsitzende einer Fluggesellschaft, soll eine andere Frau zusammengeschlagen haben. Das passt überhaupt nicht zu der smarten Managerin und alleinerziehenden Mutter. Sophie muss sich mal wieder mit dem Sonderwunsch eines schwierigen Mandanten herumschlagen. Sie soll dem Ehepaar Nass, reich geworden durch eine Brauerei, auf legalem Weg zu einem Adelstitel verhelfen. |           |                         |                    |                |            |           |

### Staffel 2
| Nr. (ges.) | Nr. (St.) | Originaltitel             | Erstausstrahlung D | Regie          | Drehbuch                   | Zuschauer |
| ---------- | --------- | ------------------------- | ------------------ | -------------- | -------------------------- | --------- |
| 7          | 1         | Ehehygiene                | 24. Nov. 2020      | Peter Stauch   | Peter Güde                 | 4,14 Mio. |
| 8          | 2         | Der letzte Dandy          | 24. Nov. 2020      | Peter Stauch   | Benjamin Hessler           | 3,29 Mio. |
| 9          | 3         | Der Mutterschaftstest     | 1. Dez. 2020       | Peter Stauch   | Benjamin Hessler           | 4,00 Mio. |
| 10         | 4         | Die Arzt-Patienten-Grenze | 8. Dez. 2020       | Peter Stauch   | Peter Güde                 | 4,03 Mio. |
| 11         | 5         | Kampf gegen Windmühlen    | 15. Dez. 2020      | Stefan Bühling | Peter Güde, Anneke Janssen | 3,68 Mio. |
| 12         | 6         | Rosa Rauschen             | 22. Dez. 2020      | Stefan Bühling | Peter Güde, Anneke Janssen | 3,42 Mio. |

## Dreharbeiten
Die Dreharbeiten zur ersten Staffel fanden in zwei Blöcken vom 21. November bis 15. Dezember 2016 und vom 9. Januar bis Ende Februar 2017 in Düsseldorf und Umgebung statt.
Die Dreharbeiten zur zweiten Staffel starteten Ende Januar 2020. Sie mussten Mitte März wegen der Auswirkungen der Corona-Krise unterbrochen werden.

## Rezeption
Die Serie erhielt gemischte Kritiken. Heike Hupertz schrieb in der FAZ: „Vom Sender wird Falk angepriesen wie die Neuerfindung des Genres, was selbstverständlich grober Unfug ist. Dass die Serie aber ihre Momente hat, liegt vor allem an Fritz Karl, der den genialischen Dandy-Anwalt hübsch blasiert auf alles Gewöhnliche herabschauen lässt wie ein Wiedergänger Oscar Wildes, um ihn umgehend auf Sherlock-Holmes-Betriebstemperatur zu bringen, sobald ein Fall nur ausreichend aussichtslos scheint.“ Die Berliner Morgenpost lobte die witzigen Dialoge und konstatierte, dass Hauptdarsteller Fritz Karl mit Falk seine Paraderolle gefunden habe. Harald Keller kritisierte in der Frankfurter Rundschau das „sträflich simple Frauenbild“ der Serie und attestierte dem Hauptdarsteller lediglich eine „Routineübung“.

## Trivia
In der Serie lebt Falk dauerhaft in einem Hotel. Am Ende von Folge 6 der zweiten Staffel erhält Falk von seiner Ärztin einen Laborbefund im Fensterbriefumschlag. Als Adresse ist zu lesen: z.Hd. Falk, Angermunder Straße 47-49, 40489 Düsseldorf. Dort befinden sich in Wirklichkeit zwei Wohnhäuser auf getrennten Grundstücken, kein Hotel.
In der vierten Folge der ersten Staffel singen Roberto Blanco und DJ Volbeck gemeinsam Blancos Song „Der Puppenspieler von Mexiko“. In der im Streamingdienst Netflix abrufbaren Folge wurden Text und Melodie jedoch nachträglich geändert, sie singen dort vom „Kleinen Kino von Gilberto“.